# Pragereza oliwkowa
Pragereza oliwkowa, gereza oliwkowa (Procolobus verus) – gatunek ssaka naczelnego z podrodziny gerez (Colobinae) w obrębie rodziny koczkodanowatych (Cercopithecidae).

## Zasięg występowania
Pragereza oliwkowa występuje w zachodniej Afryce, od południowo-wschodniego Sierra Leone i południowej Gwinei do Ghany (zasięg rozciągający się na wschód od rzeki Wolta) oraz w południowym Togo, południowym Beninie i południowej Nigerii (południowy brzeg rzeki Benue tuż powyżej jej ujścia do rzeki Niger w Idah, w stanie Kogi i w dolnym biegu rzeki Niger). Występuje nieciągłość w rozmieszczeniu między rzeką Wolta w Ghanie a populacją z Nigerii i uważa się, że jego zasięg był znacznie większy w niedawnej przeszłości.

## Taksonomia
Gatunek po raz pierwszy naukowo opisał w 1838 roku belgijski zoolog i paleontolog Pierre Joseph van Beneden nadając mu nazwą Colobus verus. Holotyp pochodził z Afryki. Jedyny przedstawiciel rodzaju pragereza (Procolobus), który opisał w 1887 roku francuski botanik i zoolog Alphonse Trémeau de Rochebrune.

### Etymologia
- Procolobus: gr. πρό pro „przed, blisko”; rodzaj Colobus Illiger, 1811 (gereza)[12].
- Lophocolobus: gr. λοφος lophos „grzebień, czub”; rodzaj Colobus Illiger, 1811 (gereza)[13].
- verus: łac. verus „prawdziwy”[14].

## Morfologia
Długość ciała (bez ogona) samic 38–55 cm, samców 46–51 cm, długość ogona samic 43–71 cm, samców 50–61 cm; masa ciała samic 3–4,2 kg, samców 4–5,7 kg. Prgereza oliwkowa jest najmniejszą z gerez. Ma małą głowę z nieowłosioną lub słabo owłosioną częścią twarzową. Ubarwienie grzbietu oliwkowobrązowe, spód ciała biało-szary. Rozmiary samców są zbliżone do rozmiarów samic.

## Ekologia
Zamieszkuje wilgotny las równikowy. Gatunek ten prowadzi dzienny, nadrzewny tryb życia. Żyje w grupach liczących od 10 do 15 osobników. Grupy gerez oliwkowych często łączą się w stada z innymi gatunkami małp. Dieta gerez oliwkowych składa się głównie z młodych liści.
Samice osiągają dojrzałość płciową pomiędzy 3 i 4 a samce pomiędzy 4 i 5 rokiem życia. Okres ciąży trwa 5–6 miesięcy. Najczęściej rodzi się jedno młode. W przeciwieństwie do innych gerez samice pragerezy oliwkowej noszą młode w pysku.

## Zagrożenia
Pragerezy oliwkowe są poławiane przez ludzi dla mięsa i skór. Dodatkowym zagrożeniem jest utrata siedlisk spowodowana wyrębem lasów.